# Gleichschaltung
Gleichschaltung bezeichnet die erzwungene Eingliederung aller sozialen, wirtschaftlichen, politischen und kulturellen Kräfte in die einheitliche Organisation einer Diktatur, die sie ideologisch vereinnahmt und kontrolliert. Seit den 1930er Jahren bezeichnet das Wort den Prozess der Abschaffung des Föderalismus und der Vereinheitlichung des gesamten gesellschaftlichen und politischen Lebens in der Machteroberungsphase der Zeit des Nationalsozialismus. Ziel war es, bis 1934 den als Zerrissenheit verstandenen Pluralismus in Staat und Gesellschaft aufzuheben. Gleichschaltung zählt zu den Formen des autoritären Korporatismus.

## Definition
Mit der Gleichschaltung strebte man an, alle Bereiche von Politik, Gesellschaft und Kultur gemäß den nationalsozialistischen Vorstellungen zu reorganisieren. Dies hatte die Eingliederung vieler bestehender Organisationen in die NS-Verbände zur Folge. Für Organisationen und Institutionen, deren Existenz nicht infrage gestellt wurde, „bedeutete Gleichschaltung im Wesentlichen dreierlei: Beseitigung demokratischer Strukturen zugunsten des ‚Führerprinzips‘, Implementierung antisemitischer Grundsätze, indem Juden aus leitenden Positionen entfernt oder gänzlich aus der Organisation verstoßen wurden, sowie ein vollständiger oder partieller Führungswechsel zugunsten von Anhängern des neuen Regimes.“ Die politische Willensbildung erfolgte schließlich allein durch den Führer Adolf Hitler, dessen Wille nach nationalsozialistischer Ansicht allein den wahren Volkswillen verkörperte. Entweder erfolgte die Gleichschaltung auf Anweisung oder in vorauseilendem Gehorsam (sogenannte Selbstgleichschaltung, z. B. Deutscher Hochschulverband, Deutscher Richterbund etc.). Andere Verbände und Organisationen reagierten auf den Druck mit der ersatzlosen Selbstauflösung und Beendigung ihrer Tätigkeit.
Grundsätzlich war damit die Einschränkung oder der Verlust der individuellen Persönlichkeit beziehungsweise der Unabhängigkeit, Mündigkeit und Freiheit eines Menschen durch Regeln und Gesetze sowie sonstige Maßnahmen der Gleichsetzung und Vereinheitlichung der Massen verbunden. In diesem Sinne wurde der Begriff später auch auf andere historische Konstellationen angewendet.

## Etymologie
Die Bezeichnung Gleichschaltung stammt ursprünglich aus dem Bereich der Elektrotechnik. 1908 verwendete Hans Wegele im Lehrbuch des Tiefbaues den Begriff für eine Betriebsart der Eisenbahn-Kreuzungsweiche, bei der bestimmte Bauteile in gleicher Richtung bewegt werden – im Gegensatz zur dort sogenannten Kreuzschaltung, bei der sich die Bauteile gegeneinander bewegen. In Fachzeitschriften dieser Zeit, darunter Annalen der Physik von 1914 und ETZ (Elektrotechnische Zeitschrift), wurde der Ausdruck hauptsächlich im elektrotechnischen Zusammenhang als Pendant zur Gegenschaltung gebraucht.

## Erste politische Verwendung in der Weimarer Republik
Im Zuge der Erzbergerschen Reform entwickelte sich der Streit um die Fortentwicklung des Reich-Länder-Verhältnisses zu einem verfassungspolitischen Dauerthema in der Weimarer Republik. Der Begriff Gleichschaltung wurde in diesem Zusammenhang bereits von verschiedenen Seiten sinngleich der Begriffe Vereinheitlichung, Zentralisierung, Unitarisierung etc. verwendet. Laut Angaben von Hans Frank soll Franz Gürtner (Bayerische Mittelpartei), Reichsjustizminister bereits im Kabinett Papen und im Kabinett Schleicher, den Begriff aus dem Fachwortschatz der Elektrotechnik bei der Formulierung des Gesetzes zur Gleichschaltung der Länder mit dem Reich in die Politik übertragen haben.

## Gesetzliche und politische Verwendung im Nationalsozialismus
Erstmalige gesetzliche Verwendung erfuhr der Begriff am 31. März 1933. An diesem Tag trat das sogenannte erste Gleichschaltungsgesetz in Kraft, mit dem die Entstaatlichung der deutschen Länder eingeleitet wurde. Mit diesem Gesetz wurde der Begriff vor allem zu einem Synonym für die Maßnahmen der nationalsozialistischen Führung gegen Opposition, andere Parteien, Vereine usw. „Gleichschaltung“ bezeichnet somit nicht nur die administrativen Maßnahmen, sondern steht auch für den damit verbundenen Terror.
Der Begriff Gleichschaltung findet sich im nationalsozialistischen Sprachgebrauch vornehmlich in den Jahren 1933 und 1934. Eine Belebung lässt sich für das Jahr 1938 nachweisen, als nach dem Anschluss Österreichs der dortige Staat nationalsozialistisch durchdrungen und Juden aus der Wirtschaft und dem öffentlichen Leben verdrängt wurden.

### Wichtige Schritte der Gleichschaltung
Ausgangspunkt waren die zwei Gleichschaltungsgesetze: Mit dem Vorläufigen Gesetz zur Gleichschaltung der Länder mit dem Reich vom 31. März 1933 und dem Zweiten Gesetz zur Gleichschaltung der Länder mit dem Reich vom 7. April 1933 wurden die Länder ihrer politischen Selbständigkeit beraubt. Das Gesetz vom 31. März ermächtigte die Landesregierungen, selber Gesetze zu erlassen, auch solche, die gegen die jeweilige Landesverfassung verstießen. Die Landtage, die Bürgerschaften, die Kreistage und die Gemeinderäte wurden aufgelöst und entsprechend den Mehrheitsverhältnissen der Reichstagswahl März 1933 im jeweiligen Land neu zusammengesetzt, wobei die Mandate der KPD verfielen. Dies ermöglichte zahlreichen Mitgliedern der NSDAP deutliche Karrieresprünge. Das Gesetz vom 7. April installierte in allen Ländern Reichsstatthalter mit diktatorischen Befugnissen. Sie waren den Landesregierungen übergeordnet und konnten deren Mitglieder und alle höheren Beamten und Richter entlassen. Sie übernahmen auch Gesetzgebungskompetenz der Landesregierungen, die diese kurz zuvor erhalten hatten. Das Amt des Staatspräsidenten, das es in Baden und Württemberg gab, wurde abgeschafft. Die Funktion der Landtage wurde weiter reduziert, Misstrauensanträge waren nicht mehr möglich. Beide Gesetze stellten laut dem Historiker Kurt Pätzold einen „juristisch getarnten Staatsstreich“ gegen die Regierungen der süddeutschen Länder und der Hansestädte dar. Einzig in Preußen wurde kein Reichsstatthalter eingesetzt. Hier hatte der Preußenschlag bereits am 20. Juli 1932 die Selbstständigkeit gegenüber dem Reich beseitigt. Insofern war er, wie der Historiker Jörg Echternkamp schreibt, „Vorreiter dieser ‚Gleichschaltung‘ der Länder“.
Mit dem Gesetz über den Neuaufbau des Reichs vom 30. Januar 1934 wurde der Entzug der Hoheitsrechte der Länder vollendet. Im Februar 1934 wurde schließlich auch der Reichsrat abgeschafft.
Auch die Regelung der deutschen Staatsangehörigkeit, die bis dahin Ländersache gewesen war, wurde jetzt Angelegenheit des Zentralstaats: „Es gibt nur noch eine deutsche Staatsangehörigkeit (Reichsangehörigkeit)“, hieß es in der Verordnung vom 5. Februar 1934. Dadurch wurde die Verleihung der deutschen Staatsangehörigkeit vereinheitlicht. Nach Dieter Gosewinkel mündete die „Zentralisierung der Staatsangehörigkeitspolitik“ in einer „Gleichschaltung der Staatsangehörigkeit“, indem die Länderstaatsangehörigkeiten „von der zentralisierenden Diktatur des nationalsozialistischen Staates beseitigt […] für eine einheitliche, durchgreifende Änderung des deutschen Staatsangehörigkeitsrechts im Dienste der rasseideologischen Zielsetzungen des Regimes“ wurden.
Das Gesetz zur Wiederherstellung des Berufsbeamtentums vom 7. April 1933 sorgte für die Gleichschaltung des öffentlichen Dienstes. Am 14. Juli 1933 wurde mit dem Gesetz gegen die Neubildung von Parteien die NSDAP zur einzigen politischen Partei in Deutschland erklärt. Mit dem Gesetz zur Sicherung der Einheit von Partei und Staat vom 1. Dezember 1933 war der Einparteienstaat errichtet, die „Nationalsozialistische Deutsche Arbeiterpartei die Trägerin des deutschen Staatsgedankens und mit dem Staat unlöslich verbunden“. Um ihrer Machtposition Ausdruck zu verleihen, avancierte sie zur Körperschaft des öffentlichen Rechts mit eigenem Disziplinarrecht. Die gesetzlich verankerte „Gleichschaltung von Partei und Staat“ wurde durch die nationalsozialistische Rechtsprechung gewürdigt: In der Frage nach der politischen Macht und der obrigkeitlichen Gewalt sei die NSDAP neben den Staat getreten, so dass dieser keine Monopolstellung mehr eingenommen habe.
Die Anpassung der Universitäten an das NS-Regime erfolgte weitgehend im Wege der Selbstgleichschaltung. Bereits am 3. März 1933 hatten 300 Hochschullehrer eine Erklärung unterzeichnet, die dazu aufrief, bei den Reichstagswahlen für Hitler und die Nationalsozialisten zu stimmen. Im April und im Mai passte sich nach einigem Widerstand der Vorstand des Deutschen Hochschulverbandes, die Standesorganisation der Professorenschaft, an. Jüdische Professoren verloren ihre Ämter und ihre Lehrbefugnis. Aufsehen erregte die Antrittsrede des neuen Rektors der Albert-Ludwigs-Universität Freiburg Martin Heidegger am 27. Mai 1933. Auf die Verfemung seines akademischen Lehrers Edmund Husserl, dem aufgrund seiner jüdischen Herkunft im April 1933 jegliche Lehrtätigkeit untersagt worden war, ging er nicht ein, vielmehr bekannte er sich rückhaltlos zum Nationalsozialismus:

„Nicht Lehrsätze und Ideen seien die Regeln eures Seins! Der Führer selbst und allein ist die heutige und künftige deutsche Wirklichkeit und ihr Gesetz.“

Am 11. November 1933 folgte ein Bekenntnis der deutschen Professoren zu Adolf Hitler, das von etwa 900 Hochschullehrern unterzeichnet wurde. Am 1. Mai 1934 wurde ein Reichsministerium für Wissenschaft, Erziehung und Volksbildung errichtet, dem auch die Universitäten unterstanden – bis dahin war Bildung in Deutschland Ländersache. Im April 1935 schließlich erging eine neue Hochschulverfassung, die die akademische Selbstverwaltung weitgehend abschaffte und den Rektor als „Führer der Hochschule“ bestimmte. Er war dem Reichsministerium verantwortlich. Reichswissenschaftsminister Bernhard Rust ernannte die Leiter sowohl des Nationalsozialistischen Deutschen Studentenbundes (NSDStB) als auch des Nationalsozialistischen Deutschen Dozentenbundes (NSDDB), die beide der NSDAP angegliedert waren und garantierten, dass Forschung und Lehre den politisch-ideologischen Vorgaben der Partei folgten.
Außerdem wurde das Amt des Reichspräsidenten mit dem des Reichskanzlers in der Person von Adolf Hitler verschmolzen.
Eine weitere bedeutende Maßnahme der Gleichschaltung war die Beseitigung der pluralen Gesellschaft mit der Auflösung der Gewerkschaften in die Deutsche Arbeitsfront und der Zwangsvereinigung der Agrarverbände in den Reichsnährstand. Zunehmend kontrollierte das Regime das Wirtschaftsleben. Mit der Ernennung von Joseph Goebbels zum Reichsminister für Volksaufklärung und Propaganda am 13. März 1933 wurde zudem mit der Errichtung der Reichskulturkammer die Gleichschaltung des kulturellen Lebens begonnen.
Rechtsgrundlage für diese Maßnahmen war das Ermächtigungsgesetz vom 24. März 1933, das Hitler gesetzgeberische und vertragliche Vollmachten verschaffte, die er dann zur weiteren Beseitigung des Pluralismus und der Demokratie einsetzte. Auf die Gleichschaltung reagierten die betroffenen Vereine und Organisationen oftmals nachgiebig, um einem Verbot und der Auflösung zu entgehen. Beispiele dafür sind der Allgemeine Deutsche Gewerkschaftsbund und die Organisationen der Arbeiterkultur. Der Großdeutsche Bund, ein Zusammenschluss von Pfadfinder- und anderen Jugendbünden vom März 1933, wurde bereits am 17. Juni 1933, am ersten Funktionstag des Jugendführers des Deutschen Reiches Baldur von Schirach, samt seiner Mitgliedsbünde aufgelöst.

### Anwendung
Mit der Gleichschaltung wurden auch an sich unpolitische Bereiche, z. B. die im ADAC organisierten Kraftfahrer im gleichgeschalteten Nationalsozialistischen Kraftfahrer-Korps (NSKK), erfasst und ideologisch beeinflusst.
Andere Beispiele sind der „Stahlhelm, Bund der Frontsoldaten“, der 1934 gleichgeschaltet wurde, sowie die Studentenverbindungen, die entweder aufgelöst oder als sogenannte Kameradschaften dem Nationalsozialistischen Deutschen Studentenbund (NSDStB) angegliedert wurden.
In Vereinen wurde das Führerprinzip Mitte des Jahres 1933 umgesetzt, was sich formal darin äußerte, dass der Vorsitzende des Vereins „entsprechend der Gleichschaltung neugewählt“ wurde. Seine Vertreter ernannte er dann selbst, was „der Genehmigung der höheren Stellen unterlag“. Danach nannte er sich nicht mehr „Vorsitzender“, sondern „Führer“.
Ein weiterer wichtiger Aspekt ist die Gleichschaltung der Massenmedien, insbesondere der Zeitungen und Zeitschriften, und die Aufhebung der Pressefreiheit. Während den Zeitungen vorgeworfen wurde, dass sie sich schon unmittelbar nach der Machtübernahme freiwillig vollkommen den Zielen des Nationalsozialismus untergeordnet hätten, wurde die Rolle der Presse mit dem Schriftleitergesetz vom Oktober 1933 auch formal neu geregelt.
Weiterhin vergab die Reichsschrifttumskammer das „Recht zur weiteren Berufsausübung“ an Schriftsteller, wobei „Nichtarier“ ab 1934 konsequent ausgeschlossen wurden. Literatur wurde unter bestimmte Themenvorgaben gestellt, wie z. B. Blut-und-Boden-Ideologie, Krieg und soldatisches Heldentum sowie Volksgemeinschaft. Bücher, die diesen Vorgaben nicht entsprachen, wurden aus den Bibliotheken entfernt; am 10. Mai 1933 wurden in einer „Aktion wider den undeutschen Geist“ der Deutschen Studentenschaft zehntausende Bücher öffentlich verbrannt.
Weitere Beispiele für die Durchdringung der Gesellschaft sind
- die Hitler-Jugend (HJ), die als einzige anerkannte Jugendorganisation agieren durfte;
  - der ihr untergliederte Bund Deutscher Mädel (BDM);
- die Organisation Kraft durch Freude;
- der Nationalsozialistische Reichsbund für Leibesübungen.

Gleichschaltung bedeutete hier nicht nur den Ausschluss von Sozialisten und jüdischen Sportorganisationen aus der neu formierten Sportbewegung, sondern auch einen Neuzuschnitt der neuen Sportorganisationen: Waren bisher die Untergliederungen historisch gewachsen (der Westdeutsche Spielverband reichte im Osten bis in den Harz, im Süden bis nach Fulda), so erhielten sie nun denselben Zuschnitt wie die Gebietskörperschaften und 1938 mit dem Status der von der NSDAP betreuten Organisation den Zuschnitt der NSDAP-Gaue.

### Problematik der Verwendung des Begriffs
Wie fast alle Begriffe der Sprache des Nationalsozialismus ist auch der der Gleichschaltung in seiner Verwendung äußerst problematisch. Imanuel Geiss bezeichnet ihn als „verharmlosende Umschreibung für die faktische Unterwerfung aller Organe und relevanten Gruppen unter die NS-Herrschaft“.

## Verwendung des Begriffs nach 1945
Nach 1945 wurde der Begriff Gleichschaltung aufgegriffen und jeweils pejorativ verwendet, um zum Ausdruck zu bringen, dass diverse Phänomene mit Druck auf eine einheitliche Linie gebracht werden. Insbesondere auch in der wissenschaftlichen Literatur über die Zeit des Ost-West-Konflikts zeigt sich der Begriff in verschiedentlicher Verwendung. So wird etwa der Prozess der Umwandlung der demokratischen Parteien in Blockparteien, der Unterstellung der Massenorganisationen, Verwaltungen, Justiz und Medien unter die Kontrolle der Regime in der SBZ/DDR und in anderen Staaten des Ostblocks als Gleichschaltung dieser Organisationen und Institutionen bezeichnet.
Zu Kritik kam es an Eva Herman, nachdem sie 2007 in einer Sendung des ZDF über eine – aus ihrer Sicht – „gleichgeschaltete Presse“ gesprochen hatte, als deren Opfer sie sich sah. Günter Grass beklagte 2012 nach der Veröffentlichung des Israel-kritischen Gedichts Was gesagt werden muss die Reaktionen in den Medien als „eine gewisse Gleichschaltung der Meinung“. Thilo Sarrazin stieß 2014 mit seinem medienkritischen Sachbuch Der neue Tugendterror die Debatte an, wie es heute zu Begrenzungen der Meinungsfreiheit und „freiwilliger Gleichschaltung“ kommen könne.
Die Kontrolle, die Wladimir Putin ab dem Jahr 2000 zunehmend über die Medien Russlands ausübte, wurde unter anderem von Klaus von Beyme und Ulrich Schmid als Gleichschaltung bezeichnet.
Mit „Gleichschaltung“ wurden ab 2016 auch politische Vorgänge in der Türkei unter Recep Tayyip Erdoğan kommentiert. So wurden die türkischen Print- und TV-Medien in einer vertraulichen Einschätzung des Auswärtigen Amtes aus dem Jahr 2020 als „nahezu vollständig gleichgeschaltet“ beschrieben.
Auch im Zusammenhang mit dem Chinesischen Sicherheitsgesetz für Hongkong wird von Gleichschaltung gesprochen, unter anderem von Margarete Bause.